# تک‌خال (کتاب)
تک‌خال کتابی از پیام ابراهیمی با تصویرگری رضا دالوند است که در سال ۱۳۹۷ منتشر و در سال ۲۰۱۹ در فهرست کلاغ سفید قرار گرفت.